# Gísli Þorgeir Kristjánsson
Gísli Þorgeir Kristjánsson (ur. 30 lipca 1999 w Reykjavíku) – islandzki piłkarz ręczny grający na pozycji środkowego rozgrywającego. Reprezentuje barwy niemieckiego klubu SC Magdeburg oraz gra w reprezentacji Islandii. 
Został wybrany najbardziej wartościowym zawodnikiem (MVP) Bundesligi w sezonie 2022/23 oraz turnieju finałowego Ligi Mistrzów 2022/23.